# Omethes rugiceps
Omethes rugiceps is een keversoort uit de familie Omethidae. De wetenschappelijke naam van de soort is voor het eerst geldig gepubliceerd in 1895 door Lewis.